# Israel, Chalchihuitán
Israel är en ort i Mexiko.   Den ligger i kommunen Chalchihuitán och delstaten Chiapas, i den sydöstra delen av landet, 700 km öster om huvudstaden Mexico City. Israel ligger 1 126 meter över havet och antalet invånare är 198.
Terrängen runt Israel är kuperad österut, men västerut är den bergig. Runt Israel är det ganska tätbefolkat, med 134 invånare per kvadratkilometer. Närmaste större samhälle är Simojovel de Allende, 16,9 km nordväst om Israel. Omgivningarna runt Israel är en mosaik av jordbruksmark och naturlig växtlighet.